# Liste der Monuments historiques in Saint-Fulgent
Die Liste der Monuments historiques in Saint-Fulgent führt die Monuments historiques in der französischen Gemeinde Saint-Fulgent auf.

## Liste der Bauwerke
| Bezeichnung       | Beschreibung              | Standort              | Kennzeichnung | Schutzstatus | Datum | Bild |
| ----------------- | ------------------------- | --------------------- | ------------- | ------------ | ----- | ---- |
| Gebäude Le Donjon | Erbaut im 17. Jahrhundert | Rue du Couvent (Lage) | PA00110232    | Inscrit      | 1987  |      |

## Liste der Objekte
- Monuments historiques (Objekte) in Saint-Fulgent in der Base Palissy des französischen Kultusministeriums